# Arabis alpina
Arabis alpina é uma espécie de planta com flor pertencente à família Brassicaceae. 
A autoridade científica da espécie é L., tendo sido publicada em Species Plantarum 2: 664. 1753.

## Portugal
Trata-se de uma espécie presente no território português, nomeadamente os seguintes táxones infraespecíficos:
- Arabis alpina subsp. caucasica - presente no Arquipélago da Madeira. Em termos de naturalidade é nativa da região atrás referida. Não se encontra protegida por legislação portuguesa ou da Comunidade Europeia.